# Hexatoma (Eriocera) susainathani
Hexatoma (Eriocera) susainathani is een tweevleugelige uit de familie steltmuggen (Limoniidae). De soort komt voor in het Oriëntaals gebied.